# Ryota Kobayashi
Ryota Kobayashi (小林 亮太 Kobayashi Ryota?), född 22 juni 1988 i Gunma prefektur, är en japansk fotbollsspelare.
Kobayashi började sin karriär 2007 i Thespa Kusatsu. Efter Thespa Kusatsu spelade han för Ohara JaSRA, Albirex Niigata Singapore, Arte Takasaki och Grulla Morioka. Han avslutade karriären 2016.